# Álvaro Bayona
Álvaro Bayona Borrero (Bogotá, 9 de enero de 1961) es un actor de cine, teatro y televisión colombiano con una extensa trayectoria que inició en la década de 1980. En el 2019, gracias a la "ley del actor" aprobada en el congreso de la República, se graduó, junto con más de 35 actores como maestro en arte dramático de la Universidad de Antioquia en alianza con la academia de Artes Guerrero.

## Filmografía

### Televisión
| Año       | Título                                    | Personaje                                |
| --------- | ----------------------------------------- | ---------------------------------------- |
| 2025      | La primera vez                            | Don Rúben                                |
| 2025      | Nuevo rico, nuevo pobre                   | Julio Ernesto Landázuri Flores           |
| 2024      | Pedro el escamoso: más escamoso que nunca | Pastor Fernando Gaitán García "Fernando" |
| 2023      | MasterChef Celebrity                      | Participante                             |
| 2022      | Te la dedico                              | Alfredo Osorio                           |
| 2019      | Bolívar                                   | Carlos Palacios                          |
| 2019      | Un bandido honrado                        | Horacio                                  |
| 2016      | El tesoro                                 | Francisco Suescún                        |
| 2016      | Azúcar                                    | Padre Pedro Nel López                    |
| 2013-2014 | Los Graduados                             | Walter                                   |
| 2010-2013 | A mano limpia                             | Pedro ‘Lennon’ Durán                     |
| 2009      | Inversiones el ABC                        | Gustavo                                  |
| 2008-2009 | Aquí no hay quien viva                    | Juan Preciado                            |
| 2007-2008 | Nadie es eterno en el mundo               | Héctor González                          |
| 2005-2006 | Vuelo 1503                                | Genaro Salcedo                           |
| 2004-2005 | Dora, la celadora                         | Rafael                                   |
| 2003      | Como Pedro por su casa                    | Pastor Fernando Gaitán García            |
| 2001-2003 | Pedro el escamoso                         | Pastor Fernando Gaitán García            |
| 2000      | La reina de Queens                        |                                          |
| 1999      | Juliana, ¡qué mala eres!                  | Emiliano                                 |
| 1999      | La sombra del arco iris                   | Black Jack                               |
| 1998      | Los Gil                                   | Gilberto Gil                             |
| 1998      | Dios se lo pague                          | Alfredo                                  |
| 1996      | Leche                                     |                                          |
| 1996      | La viuda de Blanco                        | Laurentino Urbina                        |
| 1995      | Soledad                                   |                                          |
| 1995      | Los Guachimanes                           |                                          |
| 1994      | Solo una mujer                            |                                          |
| 1993      | Detrás de un ángel                        |                                          |
| 1993      | OKTV                                      |                                          |
| 1993      | ''Dulce ave negra                         |                                          |
| 1993      | María María                               |                                          |
| 1992      | En cuerpo ajeno                           | Walter Franco                            |
| 1992      | La alternativa del escorpión              |                                          |
| 1991      | La vida secreta de Adriano Espeleta       |                                          |
| 1990      | Si nos dejan                              |                                          |

## Cine
| Año  | Título                         | Personaje |
| ---- | ------------------------------ | --------- |
| 2022 | Un rabón con corazón           |           |
| 2012 | La captura                     |           |
| 2011 | El escritor de telenovelas     |           |
| 2010 | Gordo, calvo y bajito          |           |
| 2007 | Una de espantos                |           |
| 2006 | Las cartas del gordo           |           |
| 2006 | Elipsis                        |           |
| 2005 | 2600 metros                    |           |
| 2002 | Te busco                       |           |
| 2001 | La pena máxima                 |           |
| 1999 | Es mejor de ser rico que pobre |           |
| 1998 | Nocturno                       |           |
| 1997 | La deuda                       |           |
| 1997 | Posición viciada               |           |
| 1995 | La mujer del piso alto         |           |
| 1995 | El alma del maíz               |           |
| 1995 | El viaje                       |           |
| 1994 | La gente de la universal       |           |

## Teatro
| Año  | Título                                      |
| ---- | ------------------------------------------- |
| 2014 | Cállate y escribe                           |
| 2007 | La tempestad                                |
| 2003 | La bella y las bestias                      |
| 2001 | Un nudo en la garganta                      |
| 2000 | Frankestein                                 |
| 1999 | Los demonios                                |
| 1997 | Trasatlántico                               |
| 1997 | El lado oculto de la Playboy                |
| 1995 | Opio en las nubes                           |
| 1994 | El triciclo y picnic en el campo de batalla |
| 1992 | Cita a ciegas en el club del amor           |
| 1991 | Lady Aoi                                    |
| 1990 | Fragmentos de la noche y el desvelo         |
| 1989 | El encuentro                                |
| 1988 | El deleitoso                                |
| 1986 | La farsa del abogado Patelín                |
| 1985 | El siguiente                                |
| 1985 | Juegos en los sótanos                       |
| 1982 | La falla                                    |
| 1980 | Los fusiles de la madre Carrar              |

## Premios y nominaciones

### Premios Oro Iberoamericano
| Año  | Categoría                            | Telenovela o Serie      | Resultado |
| ---- | ------------------------------------ | ----------------------- | --------- |
| 2013 | Mejor actor de reparto de serie      | A mano limpia 2         | Nominado  |
| 2002 | Mejor actor de reparto               | Pedro el escamoso       | Ganador   |
| 2000 | Mejor actor antagónico de telenovela | La sombra del arco iris | Ganador   |
| 1997 | Mejor actor antagónico de telenovela | La viuda de Blanco      | Ganador   |
| 1993 | Mejor actor de reparto               | En cuerpo ajeno         | Ganador   |

### Premios India Catalina
| Año  | Categoría                                    | Telenovela o Serie                  | Resultado |
| ---- | -------------------------------------------- | ----------------------------------- | --------- |
| 2020 | Mejor actor antagónico de telenovela o serie | Bolívar                             | Nominado  |
| 2002 | Mejor actor de reparto                       | Pedro el escamoso                   | Nominado  |
| 1994 | Mejor actor de reparto                       | OKTV                                | Nominado  |
| 1993 | Mejor actor de reparto                       | En cuerpo ajeno                     | Nominado  |
| 1992 | Mejor revelación del año                     | La vida secreta de Adriano Espeleta | Nominado  |

### Premios Macondo
| Año  | Categoría              | Película             | Resultado |
| ---- | ---------------------- | -------------------- | --------- |
| 2017 | Mejor actor de reparto | Sin mover los labios | Ganador   |